# Odprto prvenstvo Francije 1987
Odprto prvenstvo Francije 1987 je teniški turnir za Grand Slam, ki je med 25. majem in 7. junijem 1987 potekal v Parizu.

## Moški posamično
Ivan Lendl :  Mats Wilander, 7–5, 6–2, 3–6, 7–6(7-3)

## Ženske posamično
Steffi Graf :  Martina Navratilova, 6–4, 4–6, 8–6

## Moške dvojice
Anders Järryd /  Robert Seguso :  Guy Forget /  Yannick Noah, 6–7, 6–7, 6–3, 6–4, 6–2

## Ženske dvojice
Martina Navratilova /  Pam Shriver :  Steffi Graf /  Gabriela Sabatini, 6–2, 6–1

## Mešane dvojice
Pam Shriver /  Emilio Sánchez Vicario :  Lori McNeil /  Sherwood Stewart, 6–3, 7–6(7-4)